# Cvetka
Cvetka je žensko osebno ime.

## Izvor imena
Ime Cvetka izhaja pa iz samostalnika cvet oziroma glagola cveteti. Ustrezno latinsko ime je Flora.

## Različice imena
Cveta, Cvetana, Cvetanka, Cvetina, Cvetislava, Cvetlana, Cvetoslava

## Pogostost imena
Po podatkih Statističnega urada Republike Slovenije je bilo na dan 31. decembra 2007 v Sloveniji število ženskih oseb z imenom Cvetka: 3.938. Med vsemi ženskimi imeni pa je ime Cvetka po pogostosti uporabe uvrščeno na 69. mesto.

## Osebni praznik
Cvetka praznuje god 12. junija ali 24. novembra.